# B.J. Stith
Broderick Jamal Stith, detto B.J. (Denver, 5 dicembre 1995), è un ex cestista statunitense.

## Biografia
È il figlio di Bryant e fratello di Brandan Stith, a loro volta cestisti.